# باشگاه فوتبال اسکالا استری
باشگاه فوتبال اسکالا استری (به انگلیسی: FC Skala Stryi) یک باشگاه فوتبال حرفه‌ای اوکراینی است که در سال ۲۰۰۴ در شهر استری پایه‌گذاری شد. این باشگاه در حال حاضر در لیگ دسته دوم اوکراین بازی می‌کند.